# Croix monumentale de Samoussy
La croix monumentale est une croix située à Samoussy, en France.

## Localisation
La croix est située sur la commune de Samoussy, dans le département de l'Aisne.

## Historique
Le monument, élevé au 13e siècle, est inscrit au titre des monuments historiques en 1932.